# Murata Akira
Murata Akira (jap. 村田 昭; * 25. März 1921 im Stadtbezirk Higashiyama, Kyōto; † 3. Februar 2006 in Kyōto) war ein japanischer Unternehmer.

## Leben
Murata gründete 1944 in Kyōto das Unternehmen Murata Seisakusho (engl. Murata Manufacturing Co.), die 1950 als Aktiengesellschaft (engl. Murata Manufacturing Co. Ltd.) eingetragen wurde. Von 1950 bis 1991 war er Präsident (shachō) und geschäftsführender Direktor der Firma, ab 1991 Vorsitzender (kaichō, engl. Chairman) und geschäftsführender Direktor, seit 1995 war er Ehrenvorsitzender (meiyo-kaichō).
Er wurde 1980 mit der japanischen Ehrenmedaille mit blauem Band, dem Orden Ranju Hosho, ausgezeichnet. 1986 wurde ihm das deutsche Bundesverdienstkreuz Erster Klasse verliehen. 1993 erhielt er den japanischen Orden des Heiligen Schatzes mit goldenem und silbernem Stern (Kun-ni-to Zuihosho).